# Andrzej Rokita (policjant)
Andrzej Stanisław Rokita (ur. 15 października 1959 w Krakowie) – polski policjant w stopniu nadinspektora (od 2011), były Zastępca Komendanta Głównego Policji (2012–2013).

## Życiorys
Ukończył studia na Wydziale Prawa i Administracji Uniwersytetu Jagiellońskiego, studia podyplomowe w Wyższej Szkole Policji w Szczytnie oraz Międzynarodową Akademię Policyjną w Budapeszcie. W Policji służy od 1991 roku. Piastował różne stanowiska kierownicze, w tym w latach 2007–2012 funkcję Małopolskiego Komendanta Wojewódzkiego Policji. 3 listopada 2011 roku został mianowany na stopień nadinspektora. 16 stycznia 2012 roku został mianowany Zastępcą Komendanta Głównego Policji. 9 kwietnia 2013 roku został odwołany z tego stanowiska.

## Odznaczenia
- Srebrny Krzyż Zasługi (2007)[5]
- Brązowy Krzyż Zasługi (2002)[6]
- Złota Odznaka „Zasłużony Policjant”[3]